# Magnus-Effekt
Der Magnus-Effekt, benannt nach dem deutschen Physiker und Chemiker Heinrich Gustav Magnus (1802–1870), ist ein Phänomen der Strömungsmechanik und beschreibt die Querkraftwirkung (Kraft), die ein rotierender runder Körper (Zylinder oder Kugel) in einer Strömung erfährt. Beschrieben wurde der Effekt schon 100 Jahre vor Magnus von Benjamin Robins, der die Ursache bereits in der Rotation vermutete. Magnus gelang als Erstem eine physikalische Erklärung des Effektes.

## Geschichte

Visualisierung des Magnus-Effekts im Strömungskanal

Magnus erbrachte 1852 den Nachweis des Phänomens rein experimentell und erkannte damit die Ursache für die Bahnabweichung rotierender Geschosse. Angeregt durch die Flugbahnabweichung von Tennisbällen gelang erst 1877 Lord Rayleigh die theoretische Begründung des Effekts. Er schrieb die Entdeckung und Erklärung des Phänomens Magnus zu, obwohl diese bereits etwa 100 Jahre vorher von Robins beschrieben worden war. Erst 1959 erweiterte Lyman Briggs die bis dahin gültige Erklärung des Phänomens allein über die Bernoulli-Relation, indem er die Grenzschichttheorie einbezog, die Anfang des 20. Jahrhunderts vornehmlich von Ludwig Prandtl entwickelt wurde. Noch bis in das 21. Jahrhundert wurde an der Perfektion von Geschossformen bezüglich des Magnus-Effekts und in Verbindung mit der Haackschen Ogive weitergearbeitet.

## Prinzip

### Der Klassiker seit Magnus

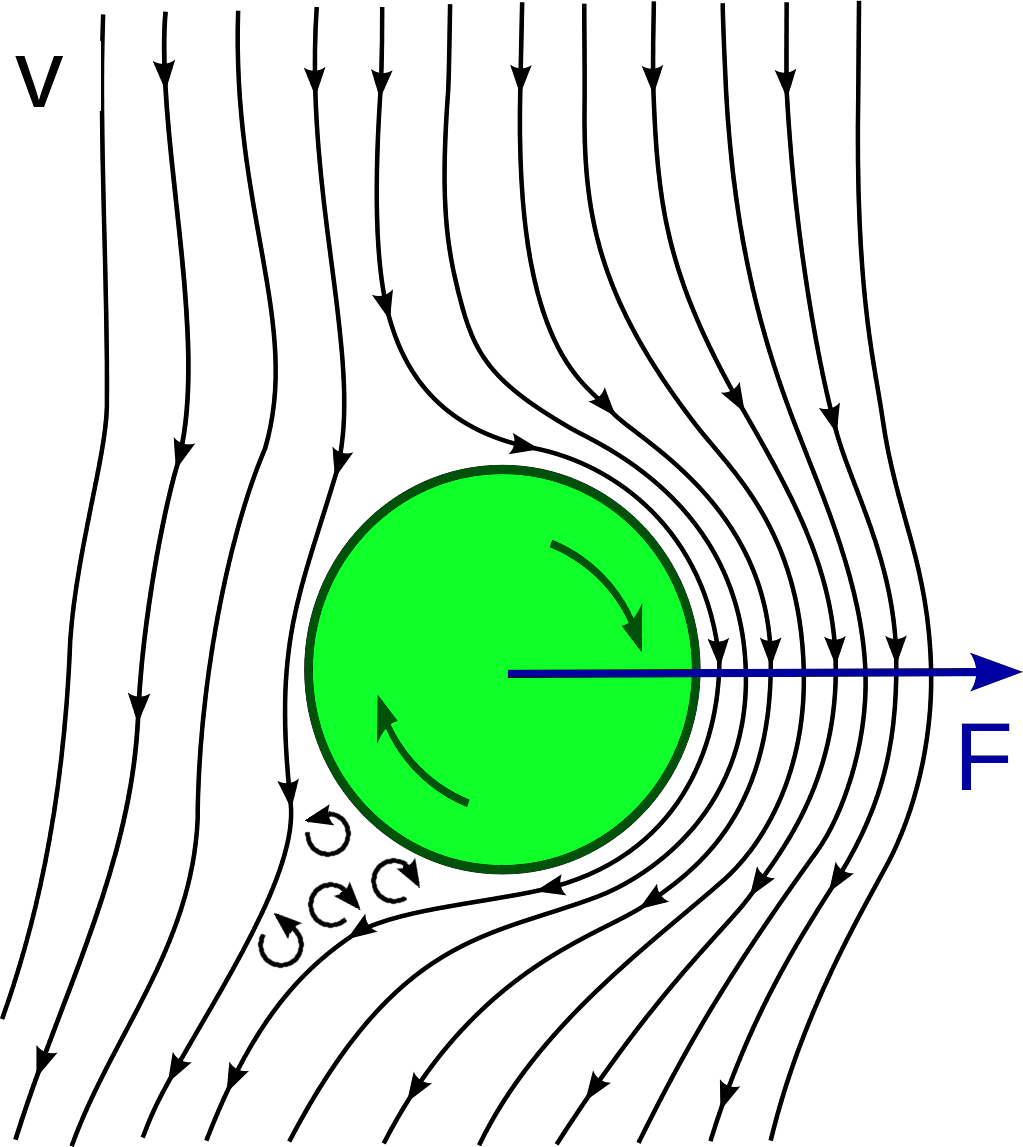
Ein rotierender Körper mit Zylindersymmetrie (z. B. Zylinder oder Kugel) wird im rechten Winkel zur Anströmrichtung V abgelenkt

Magnus erklärte den Effekt als erster anhand der Bernoulli-Gleichung, die eine Relation zwischen Druck- und Geschwindigkeitsfeld einer reibungs-, viskositäts- und wirbelfreien Strömung herstellt. Um das experimentell gefundene Geschwindigkeitsfeld zu beschreiben, überlagerte Magnus zwei Geschwindigkeitsfelder: Die symmetrische Umströmung eines nicht rotierenden Zylinders und die wirbelfreie Zirkulationsströmung um einen in ruhender Luft rotierenden Zylinder. Wo die Stromlinien eng beieinander liegen, ist die Geschwindigkeit höher als andernorts. In der Summe ist die Strömungsgeschwindigkeit auf der Seite des Zylinders, die sich mit der Anströmung dreht, größer als auf der anderen Seite und nach Bernoulli der Druck kleiner, sodass der Zylinder eine Kraft im rechten Winkel zur Anströmrichtung erfährt.
Robins wies den Effekt mit Hilfe kugelförmiger Geschosse aus Musketen nach, deren Läufe leicht seitlich gebogen waren. Hierdurch rollt die Kugel im Lauf seitlich an der äußeren Seite bezüglich der seitlichen Biegung des Laufes, und die Kugel erhält einen Drall um die Hochachse. Nach Verlassen des Laufes wird die Kugel deutlich zur Seite abgelenkt, so dass die Flugbahn entgegengesetzt zum Lauf gebogen ist.
Diese Erklärung für den Magnus-Effekt ist erfolgreich in dem Sinne, dass sie sich noch heute für den allgemeinen Fall des dynamischen Auftriebs in der Standardliteratur der Physik findet. Als sehr spezielle Anwendung des Energiesatzes beschreibt die Bernoulli-Relation jedoch nicht Ursache und Wirkung, sondern ausschließlich einen funktionalen Zusammenhang zwischen Geschwindigkeits- und Druckfeld.

### Erweiterungen bei Einbeziehung der Grenzschicht und Viskosität
Lyman Briggs erweiterte 1959 die Theorie von Magnus um den Einfluss der Grenzschicht:  In der Grenzschicht entsteht durch Reibung an der Kugeloberfläche eine Zirkulationsströmung, und auf der strömungsabgewandten Seite der Kugel löst sich die Luft aus der Grenzschicht (Grenzschichtablösung). Dadurch entsteht außerhalb der Grenzschicht eine Strömung, die der Bernoulli-Relation genügt.
Rotiert die umströmte Kugel nicht, erfolgt die Grenzschichtablösung symmetrisch. Der Magnus-Effekt entsteht dadurch, dass bei rotierender Kugel die Grenzschichtablösung auf einer Seite der Kugel später erfolgt, nämlich jener, wo die Strömung gleichgerichtet mit der Drehrichtung der Kugel ist. Hierdurch erhält die Strömung einen Impuls in Richtung der Seite der Kugel, die entgegen der Strömung dreht. Die Gegenkraft hierzu ist die seitliche Ablenkungskraft der Kugel. Im abgebildeten Beispiel verändert eine rechtsdrehende Kugel die Strömungsrichtung leeseits asymmetrisch nach einer Seite, während sie zur anderen Seite hin abgelenkt wird.

## Mathematische Beschreibung
Die Magnus-Kraft wirkt auf ein Objekt als Druckdifferenz zwischen zwei Seiten des Objektes:
{\displaystyle F_{\text{A}}=\Delta p\cdot A=c_{\text{a}}\cdot {\frac {\varrho }{2}}(u_{1}^{2}-u_{2}^{2})\cdot A} 
mit dem Auftriebsbeiwert {\displaystyle c_{\text{a}}} als Proportionalitätskonstante, abhängig von Oberflächenreibung und Form des Objektes, {\displaystyle u} ist die Geschwindigkeit der Oberfläche relativ zur Oberfläche {\displaystyle A} und {\displaystyle \varrho } ist die Dichte.
Für den Spezialfall einer glatten Kugel lässt sich dies nach der Winkelgeschwindigkeit auflösen als:
{\displaystyle {\vec {F}}={\frac {4}{3}}\pi \varrho r^{3}\cdot ({\vec {v}}\times {\vec {w}})} 

## Praktische Beispiele

Flettner-Rotor als Schiffsantrieb

Die folgenden Beispiele von abgelenkten Flugkörpern werden häufig mit dem Magnus-Effekt in Verbindung gebracht. In allen Fällen treten jedoch verschiedene Effekte gleichzeitig auf. Es ist nicht offensichtlich, in welchem Ausmaß der Magnus-Effekt eine Rolle spielt.
- Der Golfball dreht sich mit etwa 5943 Umdrehungen pro Minute und erfährt hierdurch Auftrieb.
- Fußballspieler schießen den Ball mit Effet, damit er in einem Bogen ins Tor fliegt. Je schneller er dreht, umso größer ist die Bahnablenkung („Bananenflanke“).
- Tischtennisspieler und Tennisspieler nutzen den Effekt, zum Beispiel beim Topspin und Slice
- Curveballs im Baseball oder Riseballs im Softball
- Spin bowling im Cricket
- Flettner-Rotoren: In den 1920er und 1930er Jahren nutzte Anton Flettner den Magnus-Effekt zum Antrieb von Schiffen aus. Anstelle von Segelmasten besaßen die Schiffe große rotierende Zylinder. Trotz der maschinell angetriebenen Zylinder handelte es sich jedoch um Segelschiffe, die auf herrschenden Wind aus günstiger Richtung angewiesen waren. In den letzten Jahren gibt es wieder vermehrt Schiffe, die diese Art von Segel nutzen, wie etwa der 2010 in Dienst gestellte Frachter E-Ship 1. Der Luftfahrzeughersteller Airbus entwickelt voraussichtlich mit Planungsziel 2026 mit Flettner-Rotoren ausgestattete – zum Transport von Flugzeugteilen bestimmte – Frachtschiffe.[16][17]

Im Berliner Magnus-Haus kann der Effekt interaktiv erprobt werden; eine Informationstafel erläutert den Vorgang:

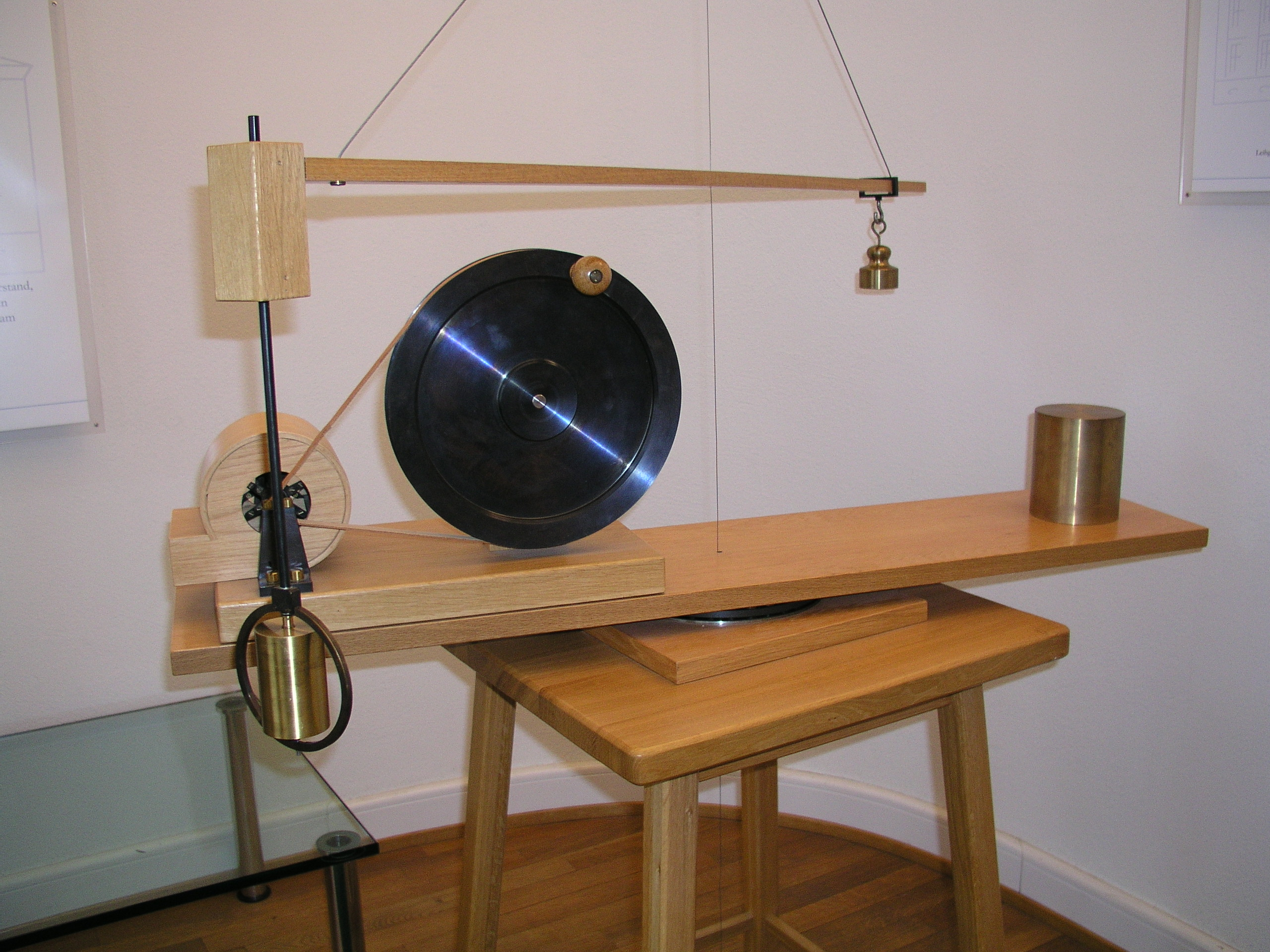
Modell zum Magnus-Effekt
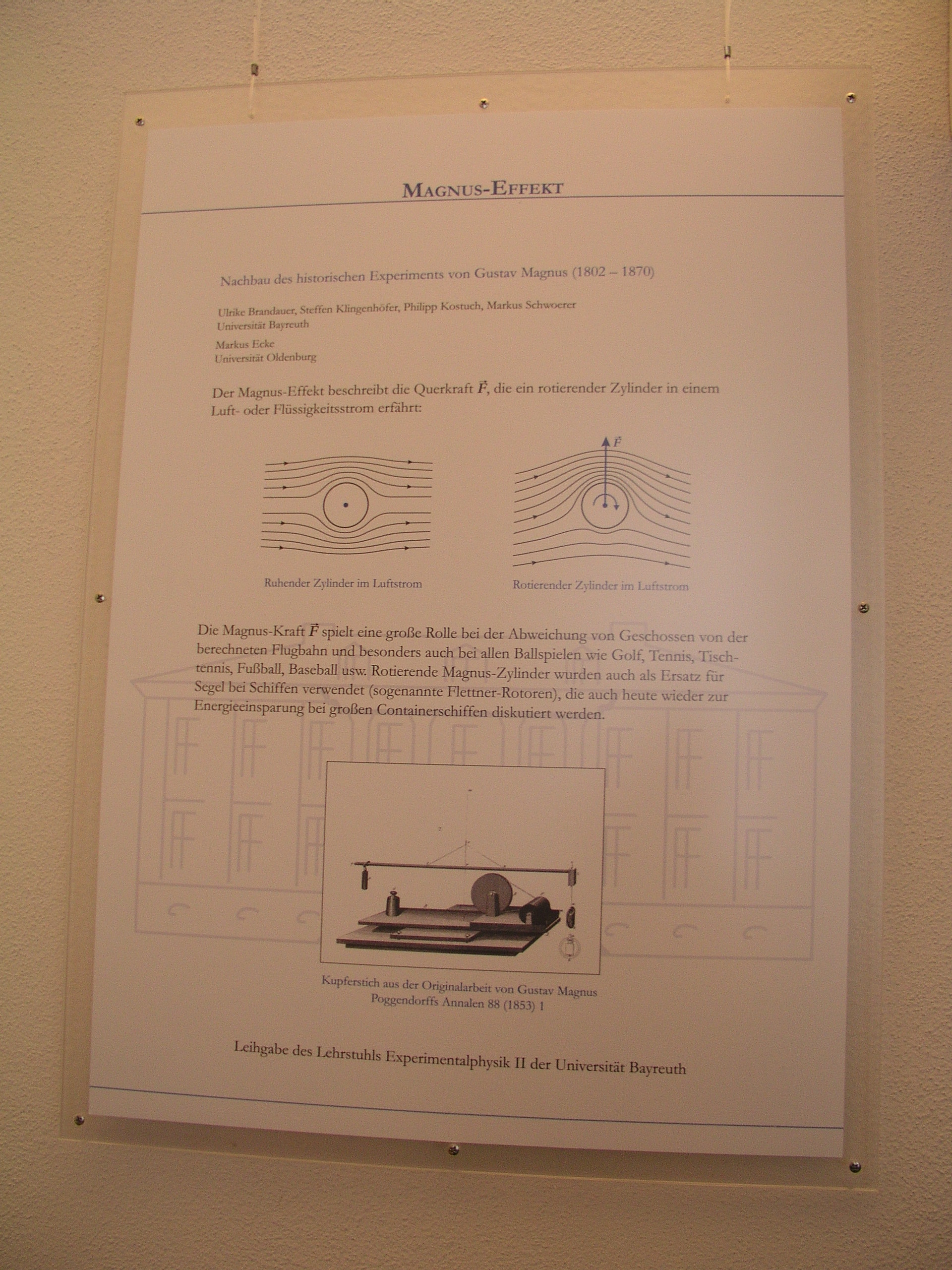
Texttafel